# Миловье
Миловье́ (бел. Мілаўё) — деревня в составе Черневского сельсовета Дрибинского района Могилёвской области Республики Беларусь.

## Население
- 1999 год — 44 человека
- 2010 год — 16 человек